# ナイルブルー
ナイルブルー（Nile blue、Nile blue A）は、生物学および組織学で使われている染色剤である。生きた細胞にも固定した細胞にも使われ、細胞核を青色に染める。
また、原核生物または真核生物細胞のポリヒドロキシ酪酸顆粒の存在のために蛍光発光顕微鏡法にも使われる。
ナイルブルーの硫酸溶液を沸騰させるとナイルレッドが生じる。